# Aedes theobaldi
Aedes theobaldi är en tvåvingeart som först beskrevs av Taylor 1914.  Aedes theobaldi ingår i släktet Aedes och familjen stickmyggor. Inga underarter finns listade i Catalogue of Life.